# NHK (地上デジタル音声放送)
NHK（エヌエイチケイ）は、地上デジタル音声放送実用化試験局において日本放送協会が制作していたチャンネルの名称。
愛称はNHKデジタルラジオ、NHK-dR。

## 概要
地上デジタル音声放送は、2009年6月の時点においてはデジタルラジオ推進協会が免許人・運営者となり、NHKも構成社の1社としてチャンネルを持ち、実用化試験放送を行っていた。
放送時間は11:00-21:00。番組の大半は独自制作だが、ラジオ第1・ラジオ第2・FM放送・ワンセグ2と共用していた番組もある。
実用化試験放送は2011年3月31日で完全に終了したものの、これまで放送された独自番組の一部はラジオ第1、FMで再放送扱いで放送されている。また国際放送のNHKワールド・ラジオ日本では、ほとんどの時間帯でラジオ第1の番組をサイマル放送しているが、その番組が国会中継（総理大臣の演説や党首討論など一部内容を除く）やスポーツ中継（NHKプロ野球のナイトゲームと大相撲中継を除く。主に放送権上の制約や電波運用面の都合などで放送できないもの。）などのために休止となった際、差し替え番組・穴埋め番組として過去に放送された本チャンネルの番組がFM放送の番組とともにサイマル放送・時差放送されることがある（音声はモノラル）。2011年の東日本大震災の特設ニュースの特別編成のときは関連ニュースを放送する都合上、そのまま選抜高校野球中継を放送したが、東京都知事選挙の政見放送が行なわれるときのみデジタルラジオ番組の差し替え放送を行っていた。

## 沿革
- 2003年10月10日 - 地上デジタル音声放送実用化試験、放送開始。道路交通情報通信システムセンターと共同で、東京・大阪地区で91チャンネル・9101チャンネル「NHK・VICS」開設。
- 2004年10月23・24・25・27日 - サブチャンネル1・2において新潟県中越地震の地震情報（ラジオ第1のサイマル放送）・安否情報（FM放送のサイマル放送）を放送。
- 2004年11月7日 - サブチャンネルにて、防災特別番組を放送。
- 2007年4月2日 - 道路交通情報通信システムセンター撤退に伴い、91チャンネル・9101チャンネルの名称を「NHK」に改称。
- 2008年7月14日 - 簡易動画放送を開始。
- 2010年6月30日 - 大阪地区の実用化試験放送終了に伴い、大阪地区で閉局。
- 2011年3月31日 - 実用化試験放送終了に伴い、東京地区でも閉局。

## 聴取方法
地上デジタル音声放送に対応した専用受信機、もしくは地上デジタル音声放送の受信機能を搭載したワンセグチューナー・携帯電話で聴くことができた。
- 東京地区（東京実用化試験局）： 9101チャンネル
- 大阪地区（大阪実用化試験局）： 9102チャンネル

## 番組一覧

### 主な独自制作番組
大阪発デジタルバザール
大阪の話題を扱うワイド番組。大阪局制作。FM放送でも、月に1度不定期にサイマル放送される。
亀渕昭信のいくつになってもロケンロール!
洋楽中心の音楽番組。パーソナリティは亀渕昭信（元ニッポン放送アナウンサー、のち同社社長）。隔週火曜日にラジオ第1で再放送される。
カフェKABUKI
歌舞伎トーク番組。毎回ゲストに歌舞伎役者を招いている。
女子力アップのオトメ・ラボ!
若い女性の魅力を磨くことをコンセプトとした番組。パーソナリティは堀越のり。
Tea For Classic～クラシックでお茶を～
クラシック音楽番組。パーソナリティは千住真理子。土曜日にラジオ第1、NHKワールド・ラジオ日本の土曜あさいちばんの番組内で再放送され、2011年4月からはFM放送で再放送されている。
おでんくん
教育テレビの「天才ビットくん」・「天才てれびくんMAX ビットワールド」内で放送されていたアニメーションを、音声はそのままで、動画を静止画にしたもの。
エターナルサウンズ
ある1曲に焦点を絞り、その曲のオリジナル版とリメイクされたカバーバージョンをすべて紹介するもの。パーソナリティは古藤田京子（NHK放送研修センター・日本語センター専属アナウンサー）。NHKワールド・ラジオ日本では再放送扱いで不定期放送されている。　
サウンドパサージュ　
ある年にヒットした懐かしの曲（邦楽が中心）を紹介するもの。NHKワールド・ラジオ日本では再放送扱いで不定期放送されている。　

#### 多言語番組
メインチャンネルでは日本語で、サブチャンネル1では英語、サブチャンネル2では中国語、サブチャンネル3では韓国語で放送している。
- 多言語天気予報
- 多言語むかしばなし

### 主なサイマル・再放送番組
NHKニュース・NHKきょうのニュース
ラジオ第1のサイマル放送（バンクーバーオリンピック期間中は正午のニュースのみ休止となり、別番組に差し替えた）。
ゆっくりラジオ
サブチャンネル1で放送される。ニュースを高齢者でも聴きとりやすくするため、NHK放送技術研究所が開発した話速度変換機を使って原稿を読む速度を遅くしている。
デジタルドラマ劇場
ワンセグ2の「ケータイドラマ劇場」と同じ番組。
ラジオ英語講座
ラジオ第2の時差放送番組。土曜日はメインチャンネルで基礎英語1が、サブチャンネル1で基礎英語2が、サブチャンネル2で基礎英語3が、サブチャンネル3でラジオ英会話が、1週間分再放送される。
毎日モーツァルト
BS 2の番組の再放送。

### データ放送
ニュース・天気予報
内容はワンセグのものと同様。かつては「見えるニュース」と呼んでいた。
デジタルひとこまMANGA
ショートアニメーション。かつてはVICSの道路交通情報を配信していた。

## その他
NHKは以前、1996年4月から2007年3月までFM放送で文字多重放送を行い、VICSについてもそのチャネルを利用していたが、文字多重放送については結局3大都市圏よりエリアが広がることなく終了した。しかし、コンテンツや技術については、そこから引き継がれたというものも少なくない。AMステレオ放送を導入しなかったのと同様、全国で同じ放送サービスを提供する義務を負っているというNHKの宿命上、ある程度効率を求められるのも仕方が無いのである。
デジタル音声放送が2009年6月の時点においてもまだ大都市圏における実用化試験の段階にとどまっているのも、各参加放送事業者が事業化した際に採算が取れるのかどうかという見通しを、諸事情により立てられないからだとみられている。背景には、テレビジョン放送の完全デジタル化を待たなければ、実施するための周波数を確保できないという現実がある。